# Coccinella johnsoni
Coccinella johnsoni är en skalbaggsart som beskrevs av Thomas Casey 1908. Coccinella johnsoni ingår i släktet Coccinella och familjen nyckelpigor. Inga underarter finns listade i Catalogue of Life.